# Gelis brevistylus
Gelis brevistylus är en stekelart som först beskrevs av Hugh Edwin Strickland 1912.  Gelis brevistylus ingår i släktet Gelis och familjen brokparasitsteklar. Inga underarter finns listade i Catalogue of Life.